# Dorian Mortelette
Dorian Mortelette, francoski veslač, * 24. november 1983, Martigues.
Mortelette je na Poletnih olimpijskih igrah 2008 v Pekingu za Francijo nastopil kot veslač četverca brez krmarja, ki je tam osvojil bronasto medaljo.
Istega leta je kot član francoskega osmerca na Evropskem prvenstvu osvojil zlato medaljo.